# 뉴욕주 경찰

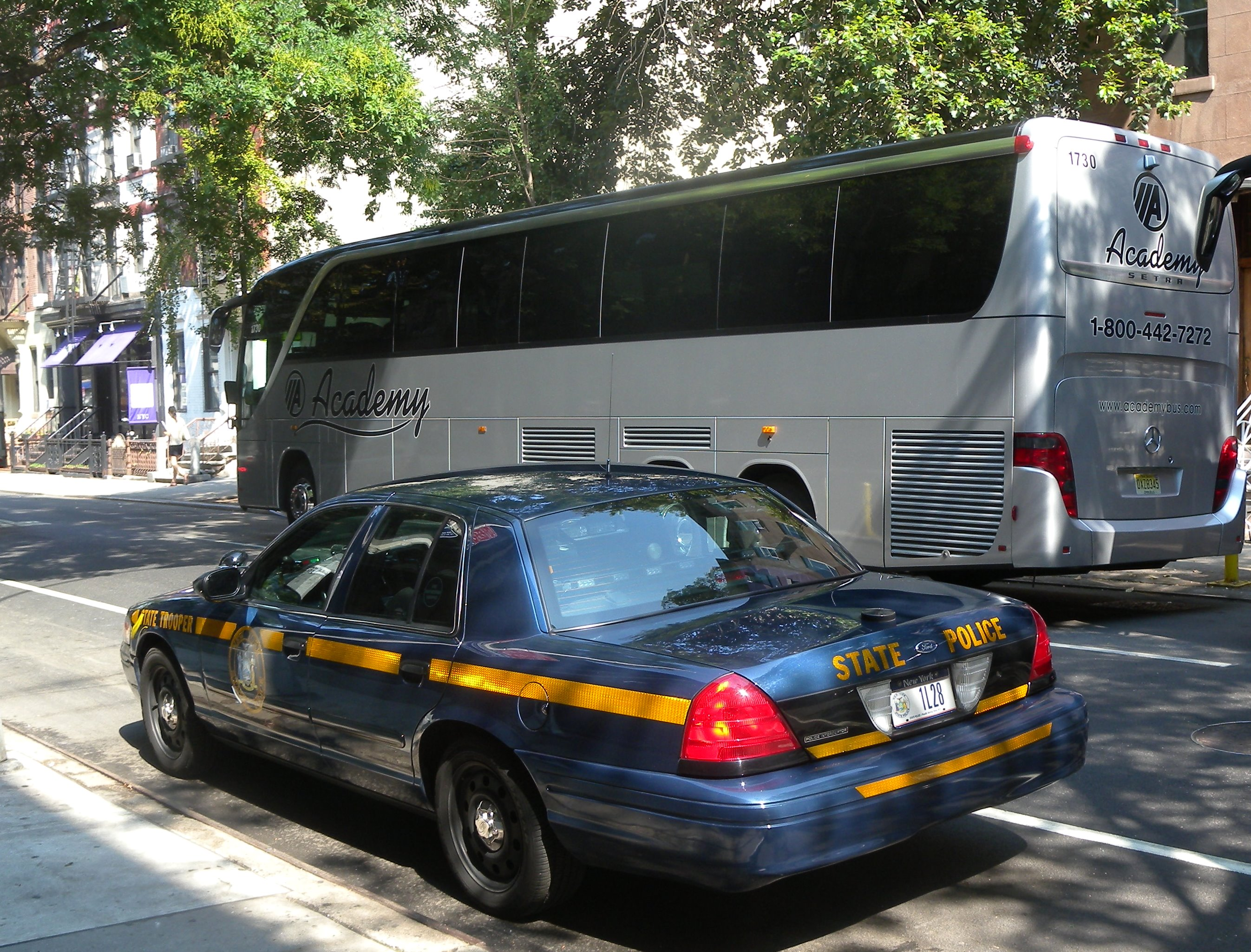
뉴욕주 경찰의 순찰차

뉴욕주 경찰(New York State Police, NYSP)은 미국 뉴욕주의 주도 올버니 시에 본부를 둔 미국의 경찰이다.